# Abschied (Urkunde)

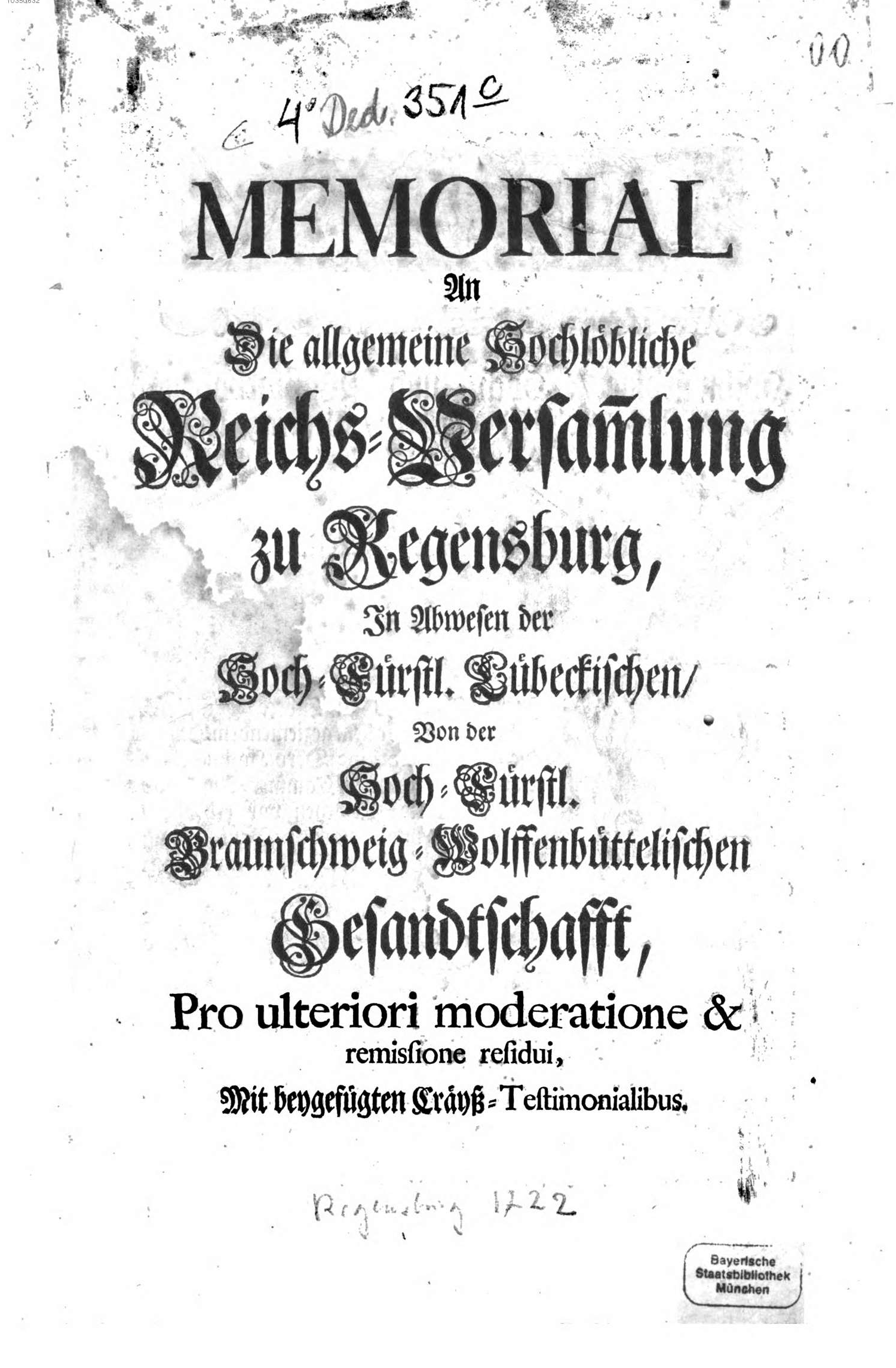
Memorial von 1722

Als Abschied, lateinisch recessus, eingedeutscht Rezeß, wird eine Urkunde bezeichnet, welche die Beschlüsse eines Kollegiums, einer Versammlung, eines Parlaments oder eines Landtages verzeichnet. Alternativbegriffe sind Memorial oder Schied.
Beispiele für Abschiede sind Landtags- oder Reichsabschiede beziehungsweise Hanserezesse. Ein bekannter Abschied war beispielsweise der Reichsdeputationshauptschluss von 1803.
Formal wurden in einer solchen Urkunde öffentlich-rechtliche Bestimmungen verabschiedet, damit der Öffentlichkeit übergeben.
Auch Urkunden, in denen die Ergebnisse kirchlicher Visitationen festgehalten wurden, konnten Abschiede genannt werden, in diesem Fall Visitationsabschiede.
Die Abschiede der Tagsatzung in der Schweiz werden als Eidgenössische Abschiede bezeichnet. Diese wurden nicht gesiegelt oder unterschrieben und waren grundsätzlich geheim.